# Sterna acuticauda
Sterna acuticauda е вид птица от семейство Sternidae. Видът е застрашен от изчезване.

## Разпространение
Видът е разпространен в Бангладеш, Виетнам, Индия, Камбоджа, Лаос, Мианмар, Непал, Пакистан и Тайланд.